# Lycaena dorcas
Lycaena dorcas is een vlinder uit de familie van de Lycaenidae. De wetenschappelijke naam van de soort is voor het eerst geldig gepubliceerd in 1837 door William Forsell Kirby. De vlinder komt voor in Canada en in het westen van de Verenigde Staten in een strook oostelijk van de Rocky Mountains.

## Ondersoorten
- Lycaena dorcas dorcas
  - = Polyommatus anthelle Doubleday, 1847
- Lycaena dorcas arcticus (Ferris, 1977)
- Lycaena dorcas castro (Reakirt, 1866)
- Lycaena dorcas claytoni Brower, 1940
- Lycaena dorcas dospassosi McDunnough, 1940
- Lycaena dorcas florus (Edwards, 1883)
- Lycaena dorcas megaloceras (Ferris, 1977)
- Lycaena dorcas michuron Scott, 2006